# 鍔

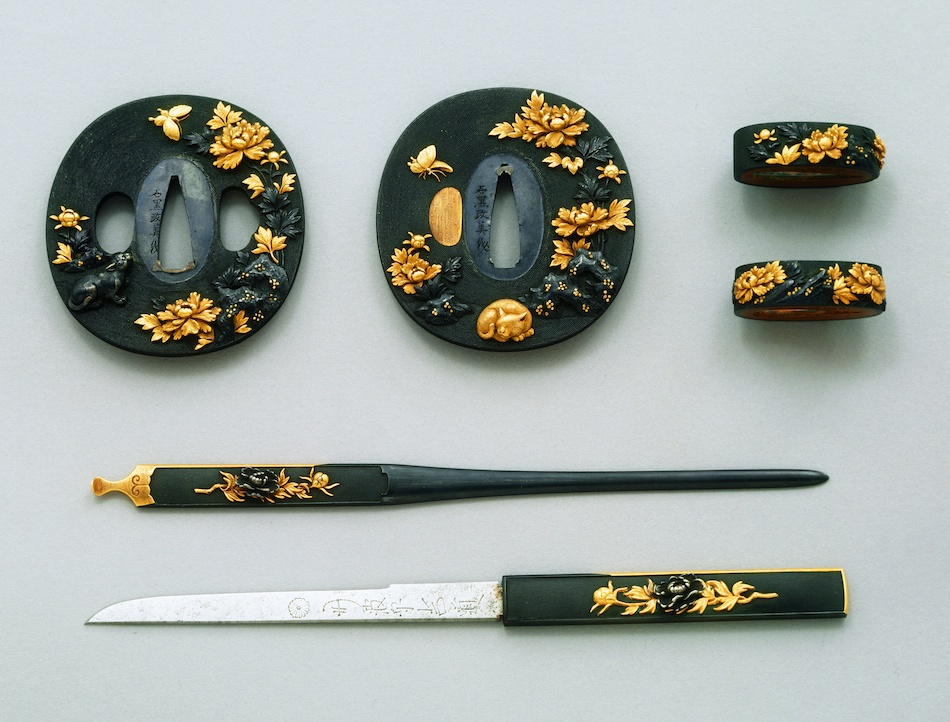
黒蝋色塗鞘大小拵［鐔（左上）、縁頭（右上）、目貫］銘　石黒政美作、18世紀か19世紀、［小柄（下）、笄（中）］銘　柳川直政作、18世紀、江戸時代、東京富士美術館

鐔・鍔（つば）は、刀剣の柄と刀身との間に挟んで、柄を握る手を防護する部位もしくは部具の名称である。

## 日本の刀剣の鍔

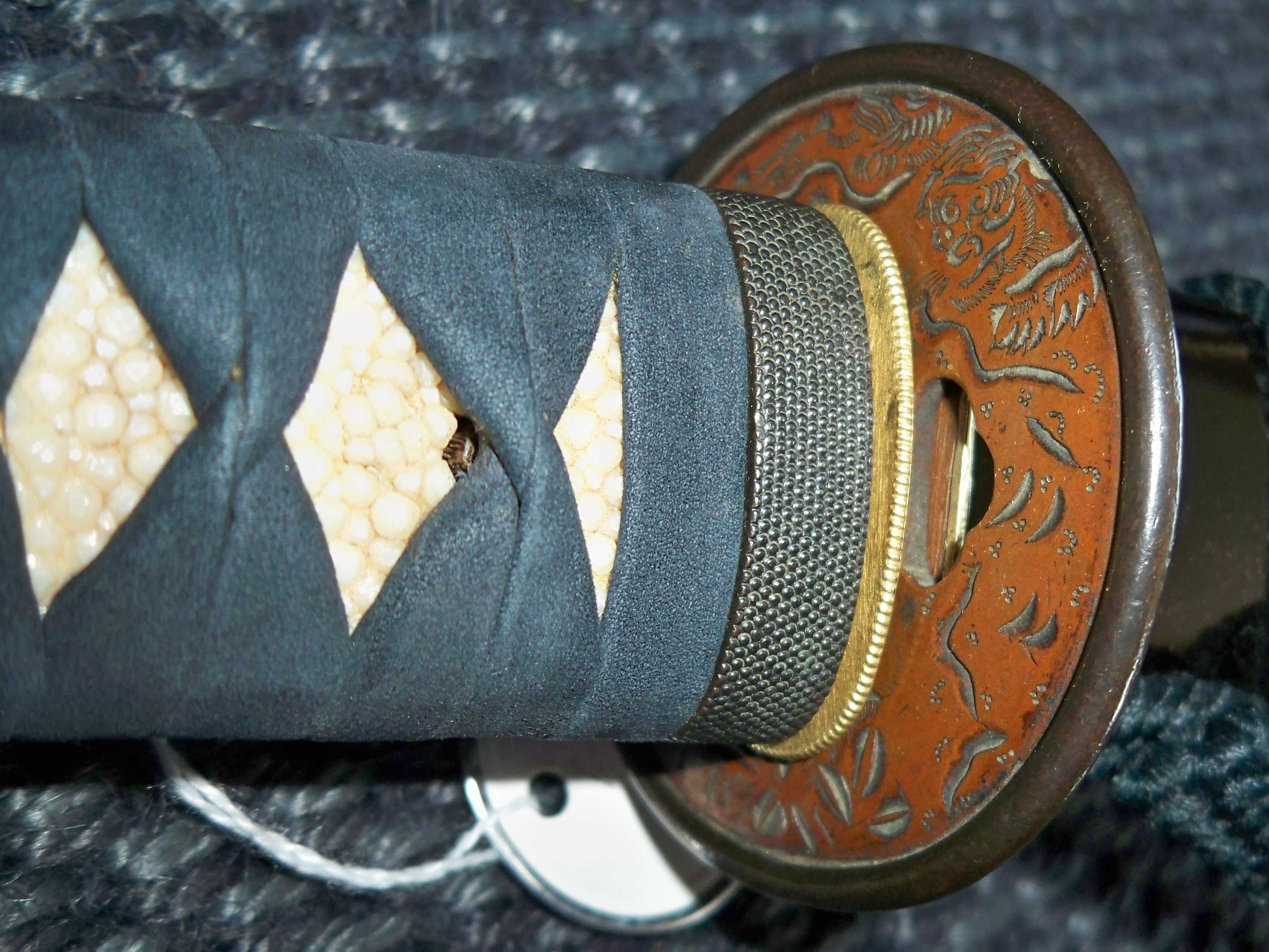
丸型の鍔の付いた、江戸時代の一般的な様式の打刀

日本における鐔の起源は少なくとも古墳時代まで遡ることが知られ、鉄製または鉄地金銅装の「倒卵形（とうらんがた）」とよばれる鐔が、頭椎大刀（かぶつちのたち）や環頭大刀（かんとうたち）などの装飾付大刀に附帯して各地で発掘されている。鐔を古くは｢つみは・津美波｣といったが詰まって「つば」となった。
その後、日本独自の刀剣の様式が確立されていくに従い、鍔も重要な刀装部具として発展する。
日本の刀装の場合、太刀様式のものではなく打刀様式の“差す”刀に鍔が付くようになったのは南北朝時代から室町時代に入った時期であり、下級の足軽の用いるような普及品の刀装に至るまで刀（打刀）に大型の鍔が付くようになったのは大坂の陣の前後のことである。各種の資料や寺社の遺品からは、安土桃山時代ではまだ消耗品としての低級な刀装では鍔がないか、付いたとしても総じて小振りなものであったことが伺われる。
尚、日本刀の場合、鍔の目的は刀を握った手を護る、というよりは突いた際に自分の手が刃の方に滑らないようにするためのもので、敵の刃から自分の手を護ることは二次的なものである。鯉口を切る上で利便であることや、刀身との重量のバランスを取ることが鍔の重要な役目である。
取っ組み合いになり、刀も振るえない状態になった際には柄や鍔で、相手を殴打する用法も存在した

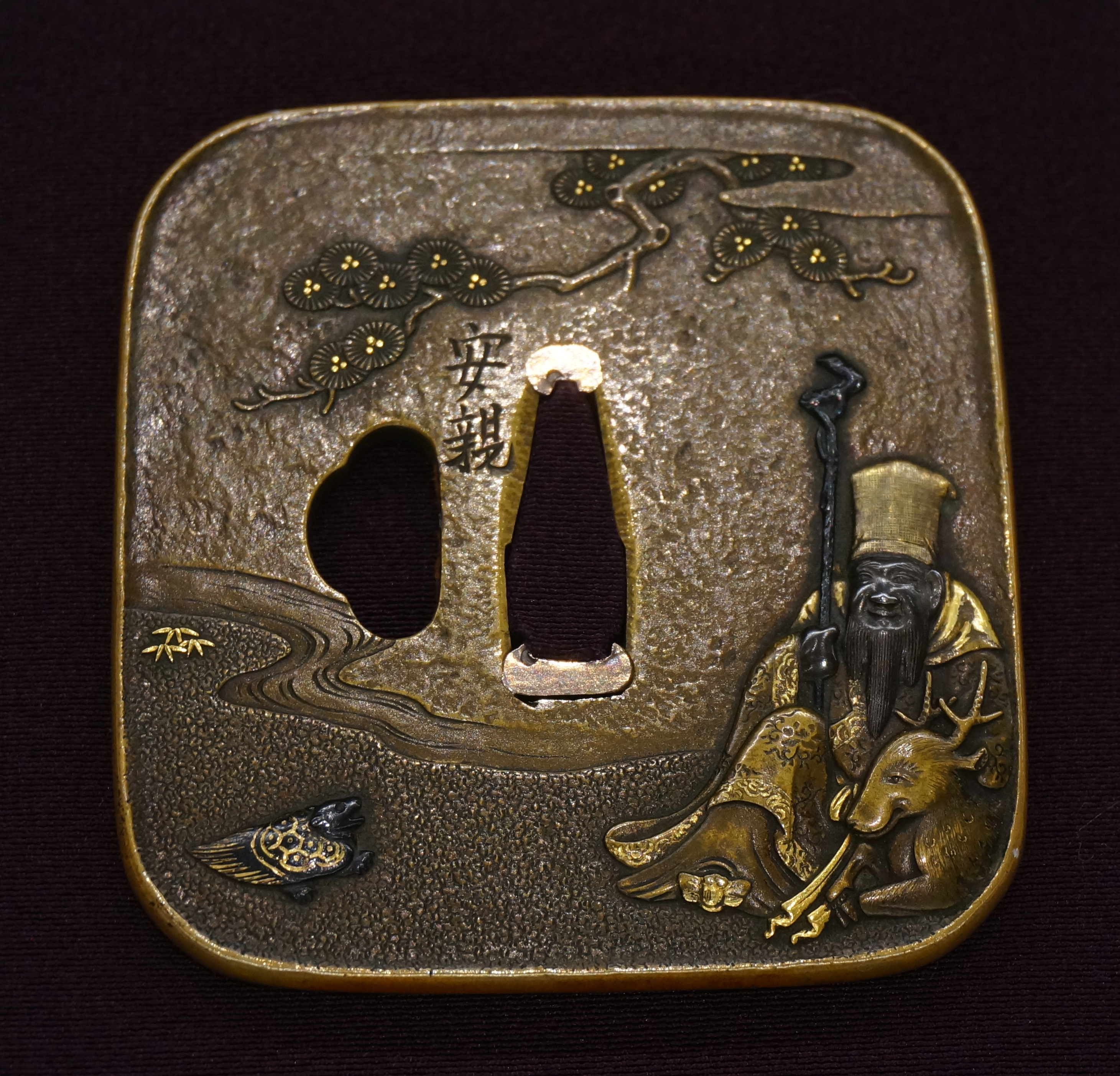
寿老人図鍔、土屋安親の作、江戸時代中期、特別重要刀装具
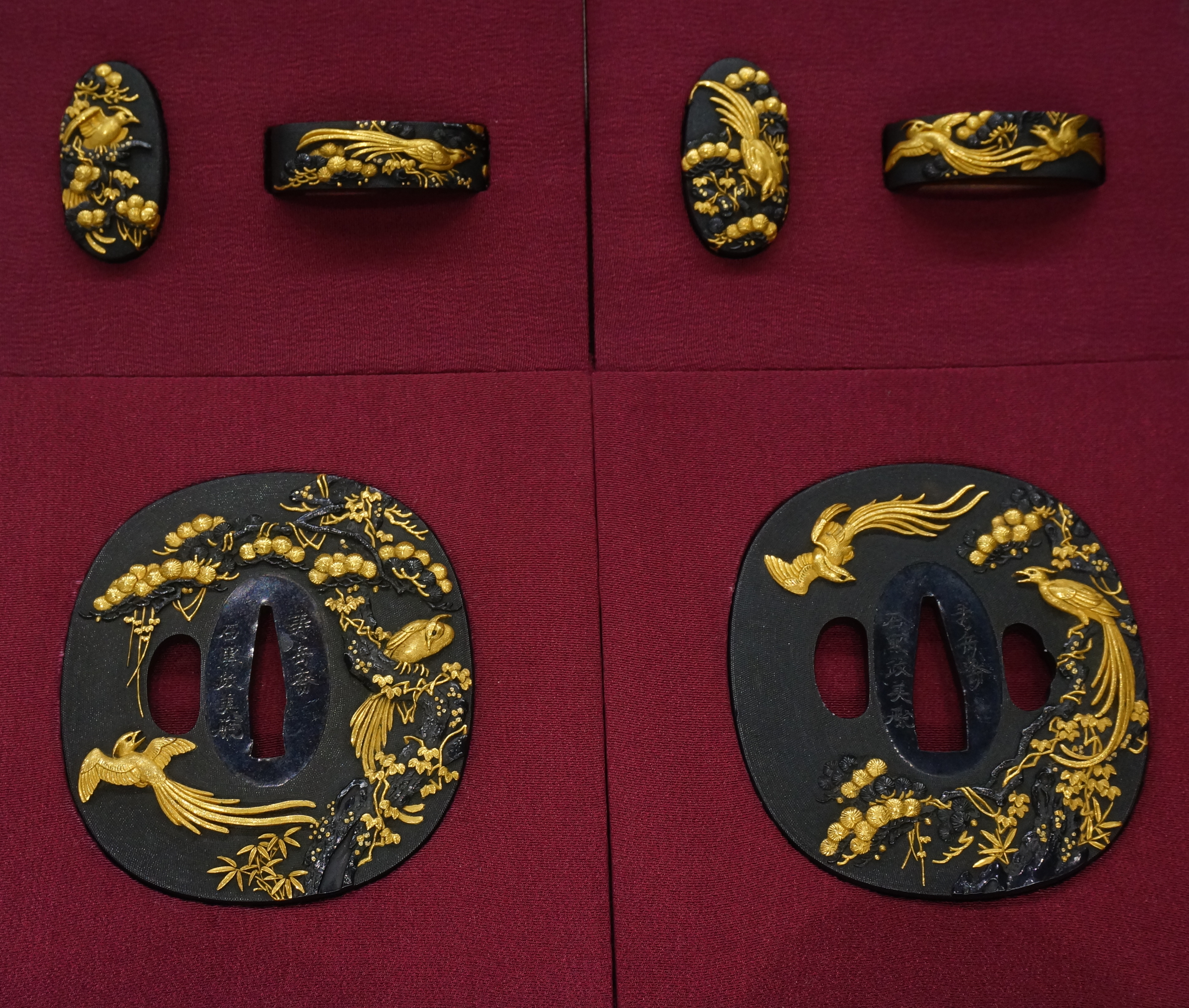
松樹尾長鳥図大小鍔（下）・縁頭（上）、石黒政美の作、江戸時代後期、特別重要刀装具
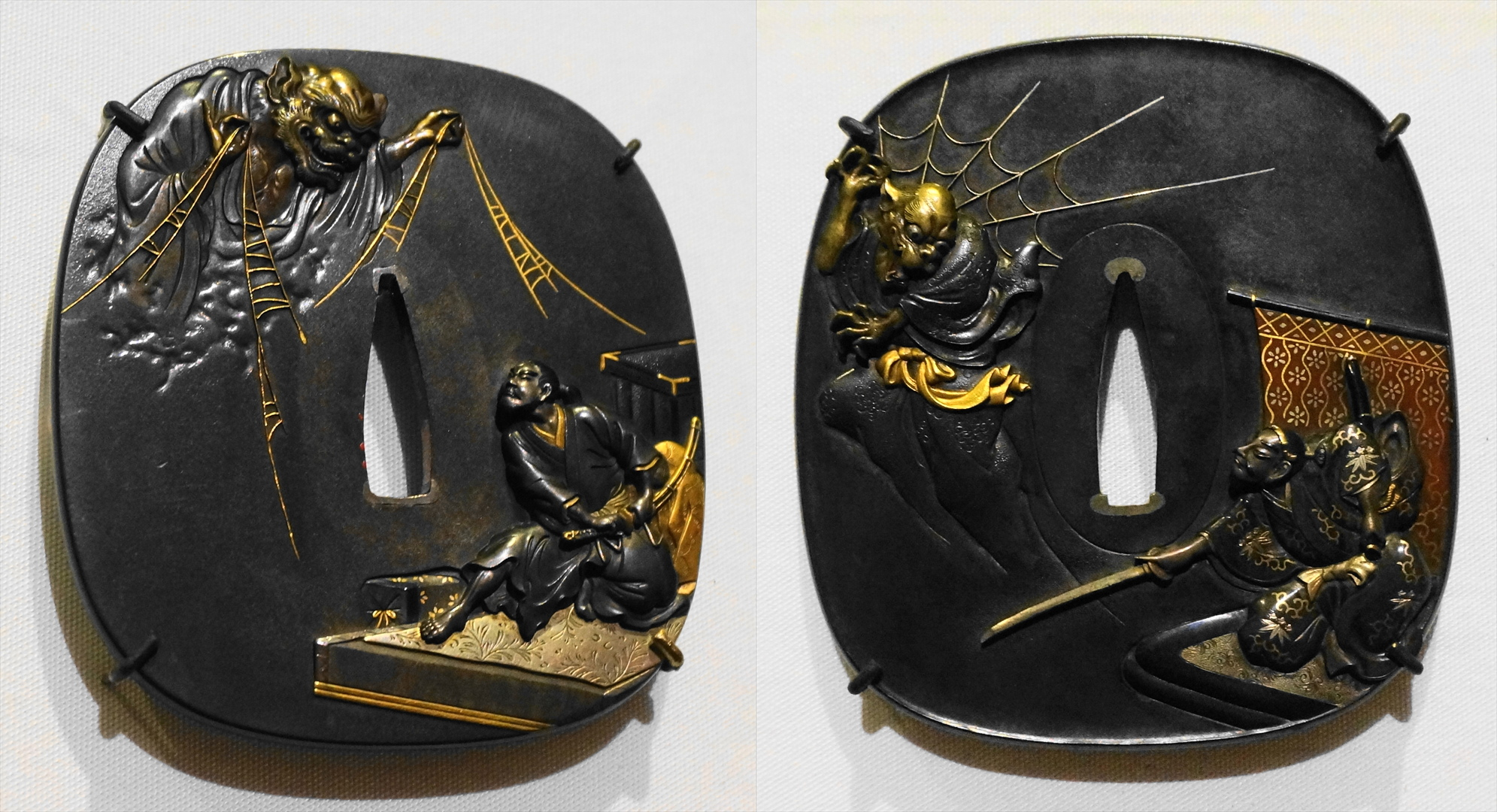
土蜘蛛退治図鐔、初代海野美盛作（左、江戸時代）、吾竹貞勝作（右、明治時代）、ボストン美術館蔵
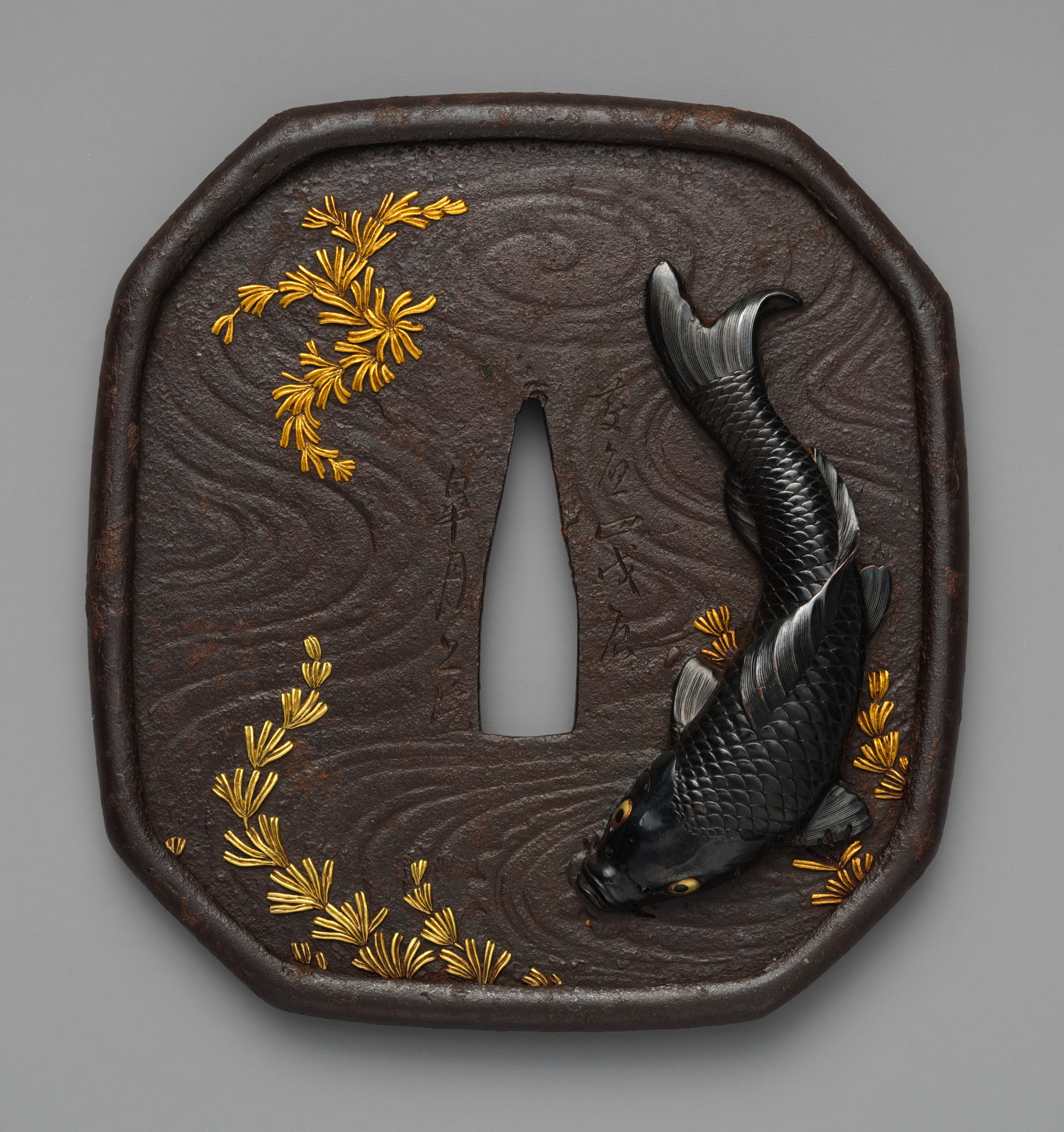
藻鯉図鐔、寛斎作 1868年（寛永4年）、メトロポリタン美術館蔵
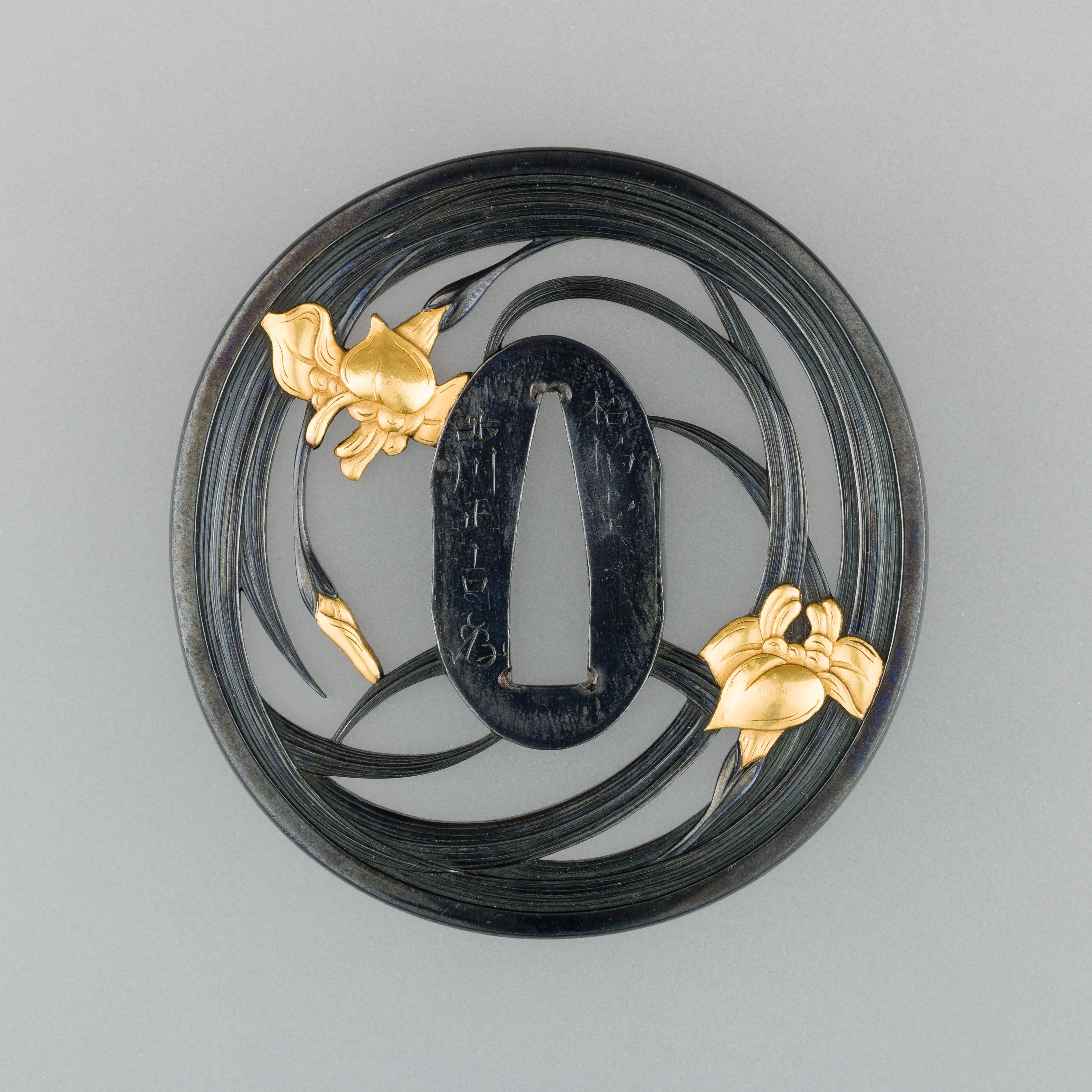
19世紀前半の砂川正吉の作の鐔、メトロポリタン美術館蔵
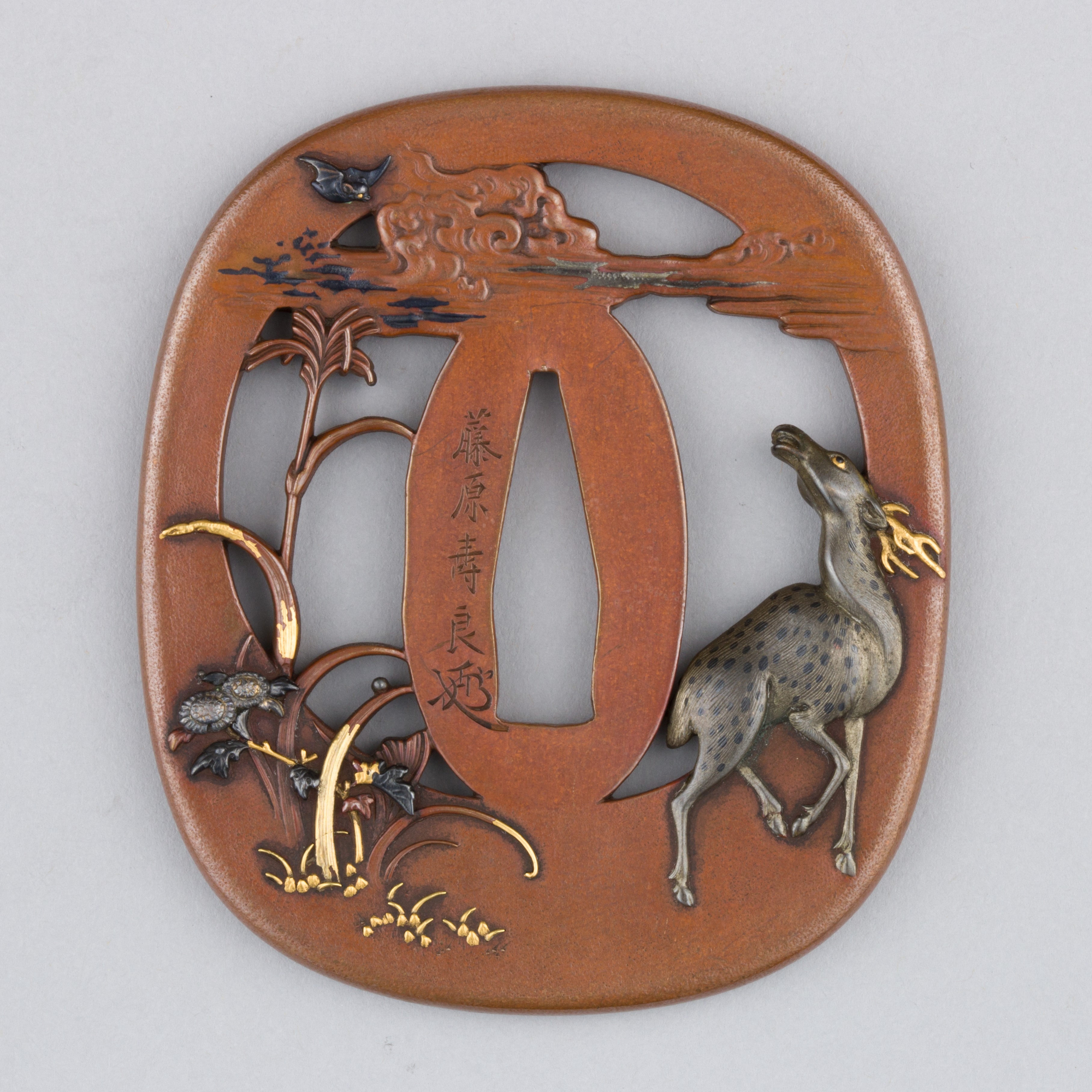
19世紀の藤原壽良作の鹿がデザインされた鐔、メトロポリタン美術館蔵

### 形状と材質

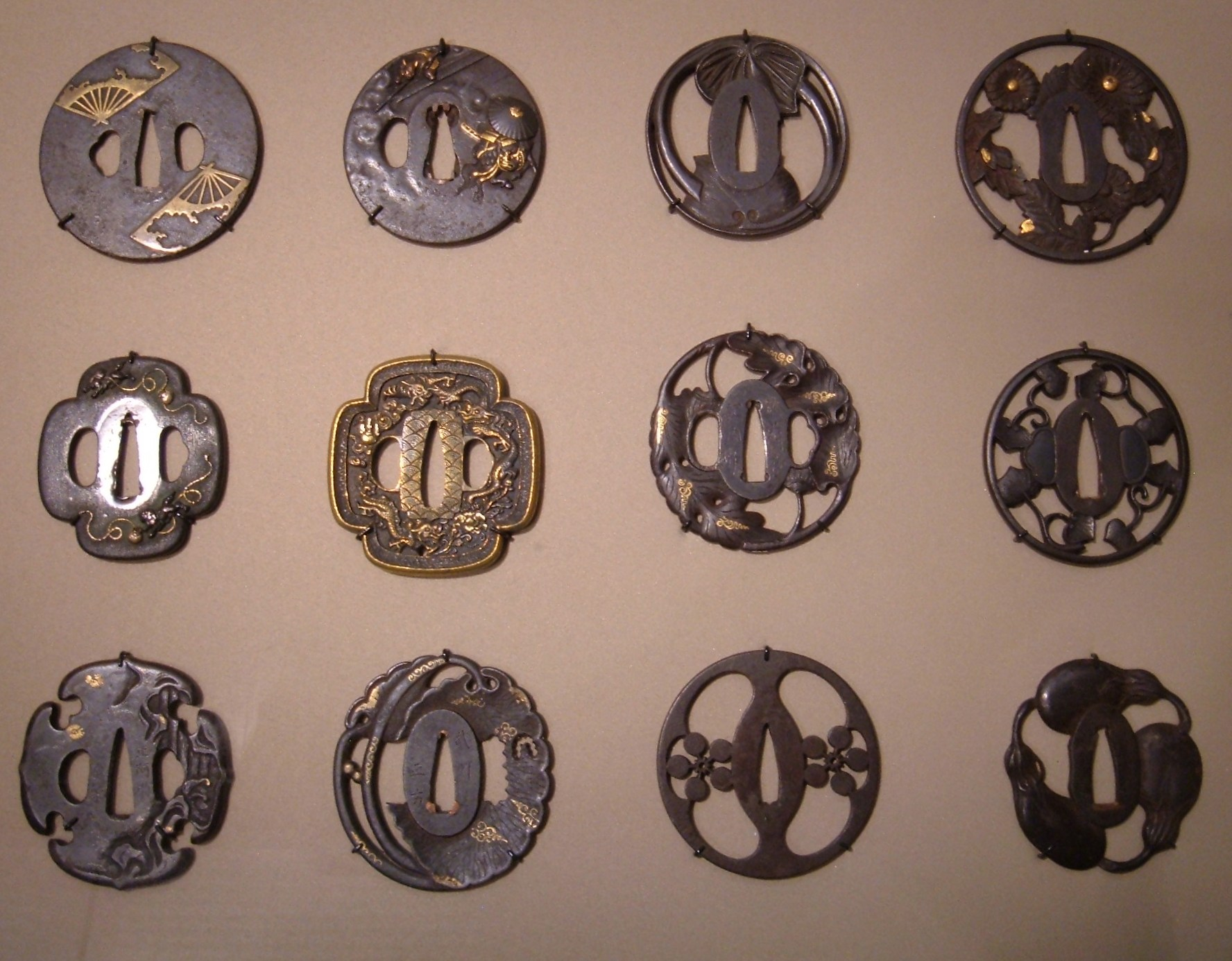
日本刀の鐔／鍔　各種

日本の刀装として確立された様式では、鐔の中央に穴（中心穴：なかごあな）を開け、切羽と呼ばれる二枚一組の薄い金属の板で挟みこんで刀身の「茎（なかご）」に差込、目釘を茎に開けた「茎穴（なかごあな）」を通して柄に固定し、刀身と柄を接合する。鍔の形状には丸形・障泥（あおり）形・木瓜（もっこう）形・拳形・角形・喰出（はみだし）形など、大小種々ある。
儀礼用の太刀用の鍔は、「大切羽（おおせっぱ・だいせっぱ）」と呼ばれる大きな切羽と材質及び色を替えた切羽を何枚も組み合わせて刀装装飾の一部とするのが正式な様式であった。この鍔の様式は、後に太刀形の軍刀の様式としても用いられている。また、儀礼用太刀の代表である「飾太刀」には「唐鍔（からつば）（「分銅鍔（ふんどうつば）」とも）」と呼ばれる、大陸の刀装の様式を模したものが使われている。
材質は鉄・銅・金・銀、真鍮もしくはそれらの合金や、複数の素材を組み合わせたものが使われた。金や銀は主に鍍金（ときん）の素材として装飾に使われたが、桃山期には純度の高い金を鍔そのものの材質とした金無垢のものが登場している。また、平安期から戦国時代においては、「練革（ねりかわ）」と呼ばれる革を切り出して漆や膠で塗り固めたものが太刀を中心に用いられており、短刀や腰刀の中で鍔を持たないものには、「柄縁」兼用の角（牛角）製のものも多くあった。
刀剣の形式が太刀様式から抜き打ちに至便な打刀様式に変化すると、鍛鉄を極めて薄手に叩き締めた古刀匠鐔や、古甲冑師鐔と呼ばれる素朴な風合いの鉄鐔（てつつば）が作られるようになる。これは、打刀が当初軽輩の用いた武器であったために、あくまでも実用性を重視した中で刀匠・甲冑師鐔が造られたためである。この刀匠・甲冑師に施される装飾は単に鉄地を簡単な文様を繰り抜いたもので、これを影透と呼んでいる。次いで室町将軍家に従属した同朋衆の正阿弥派がデザイン性に優れた「古正阿弥」と呼称される図柄を残し地を抜いた地透鐔（じすかしつば）を創始し、桃山時代には埋忠明寿・金家・信家（桃山の三名人）などの巨匠が、それぞれ独自の境域を切り開いて芸術性の高い作品を多く遺している。
この他にも無銘ながら意匠の繊細さで知られる京透・武人の厳しい精神性を内包する尾張・金山鐔・赤銅地（しゃくどうじ）に深い彫りを施した美濃・鉄地に真鍮を嵌入した応仁や平安城象嵌・細川三斎好みの侘び趣味の平田・林・西垣・志水などの肥後鐔・洒脱さの赤坂・龍図を得意とした越前記内派・植物を画題として多く用いた武州伊藤派・布目象嵌の南蛮・利寿、乗意、安親そして政随などの名人を輩出した奈良派など、全国各地で多種多様な鐔が作られた。
剣豪として知られる宮本武蔵はまた数多くの鐔を考案し、自らも多くの鐔を製作したとされ、「武蔵鐔（むさしつば）」と呼ばれる左右海鼠透（さゆうなまこすかし）の図案は有名である。
現代において剣術や居合に使われる実用を目的とした日本刀（試斬用、居合試斬用等と呼称される）やそれらの武道の練習用の模擬刀用の鍔には古式の著名な鍔の図案を模倣、もしくは借用しているものも多く、材質にはステンレスやアルミといった近代合金が使われているものもある。

### 木刀・竹刀の鍔
剣道形などの形稽古に用いられる木刀の鍔は、木瓜型であることが多く、色は茶色、材質は主にプラスチック、水牛革である。装飾的な鼈甲製のものなども存在する。
剣道の試合に用いられる竹刀の鍔も、木刀の鍔と色や材質は同じであるが、形は円型である。近年ではさまざまな模様や色のものが販売されているが、公式試合では茶色の円型鍔と定められている。

### 慣用句としての語
「鍔迫り合い」（つばぜりあい）という語がある。これは剣道等の試合で相手の刀を鐔元で受け止めたまま押し合うことから、「激しく勝敗を争う」という意味である。「鍔試合」ということもある。
ただし、真剣での戦闘においては鍔迫り合いはほとんど無かったと考えられている。昭和の剣聖といわれた中山博道は昭和12年刊『日本剣道と西洋剣技』において、「古来の真剣勝負において鍔迫り合いになった例は皆無と言っても過言ではない」という意味のことを述べている。
実戦では刀を持って相対しているからといって刀のみによる勝負をする必要はなく（要は、相手を倒せばよいのであるから）、鍔が合って相手が押せばこちらは引いて相手のバランスを崩し、また相手の腕をつかんで引き倒す帯剣格闘（ソードレスリング）に持っていくからである。現代にも継承されている古流剣術の流派には刀の扱い方に並列して組み合っての格闘や脚術（蹴りや足払い）を重視している流派も多く、実際の戦闘で延々と鍔迫り合いを行うような“一騎討ち”が行われた可能性は低い。

## 西洋の刀剣の鍔
西洋の剣の鍔は剣によってさまざまである。

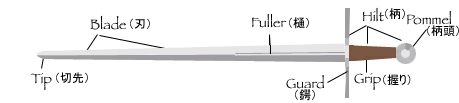
部位名称（洋剣）

ロングソードに主に用いられているシンプルな十字形のものや、レイピアに用いられている複雑な曲線を描いたものや貝状のもの、カップ状のもの、ブロードソードやサーベルにはＳ字型や拳を完全に覆ったものなどがある。いずれも拳を守るためだけではなく、この部分で相手の剣を引っ掛けて弾き飛ばしたり、この部位で直接殴りつけたりするものでもあった。
西洋の刀剣、特に近世以降のものは鍔と柄とが一体となっているような構造及びデザインのものが多く、「Hilt」という単語は「鍔」「柄」も含めた用語であり、日本刀のように「鍔」と「柄」を明確に分離して捉えた用語では必ずしもないため、語の翻訳においては注意を要する。

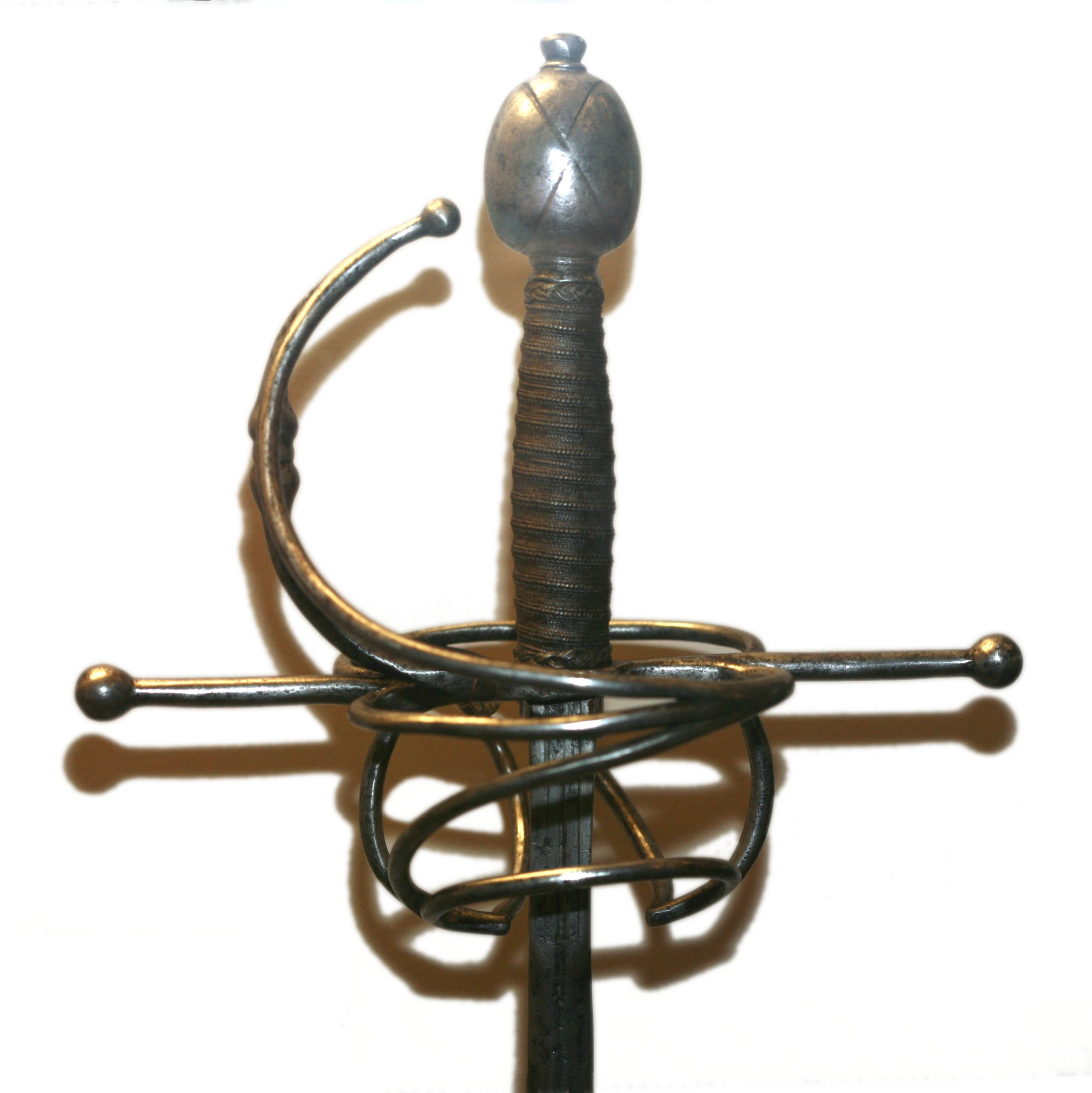
レイピアのスウェプト・ヒルト（Swept Hilt：曲線鍔）
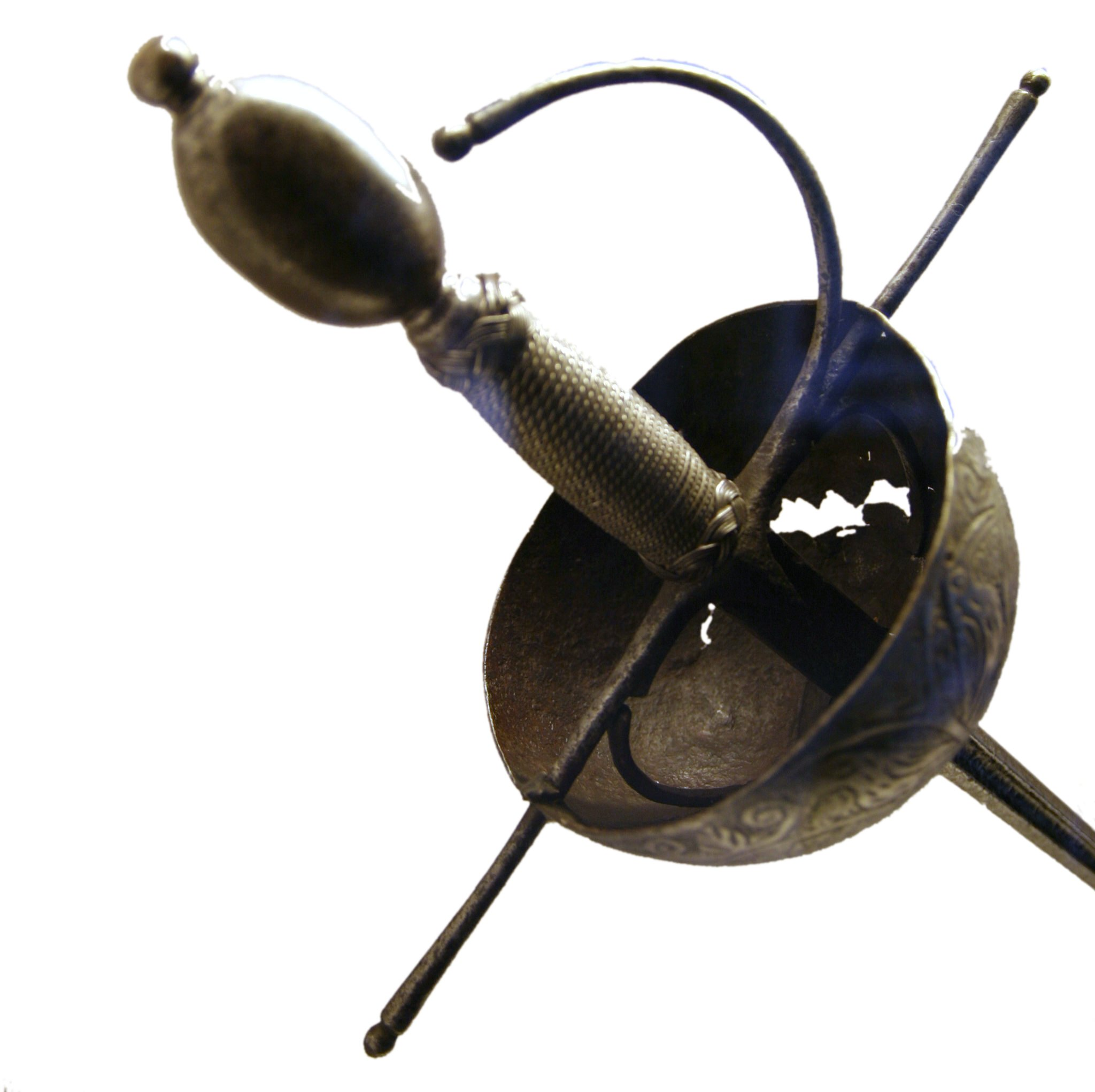
レイピアのカップ・ヒルト（Cup　Hilt：椀鍔（わんつば）
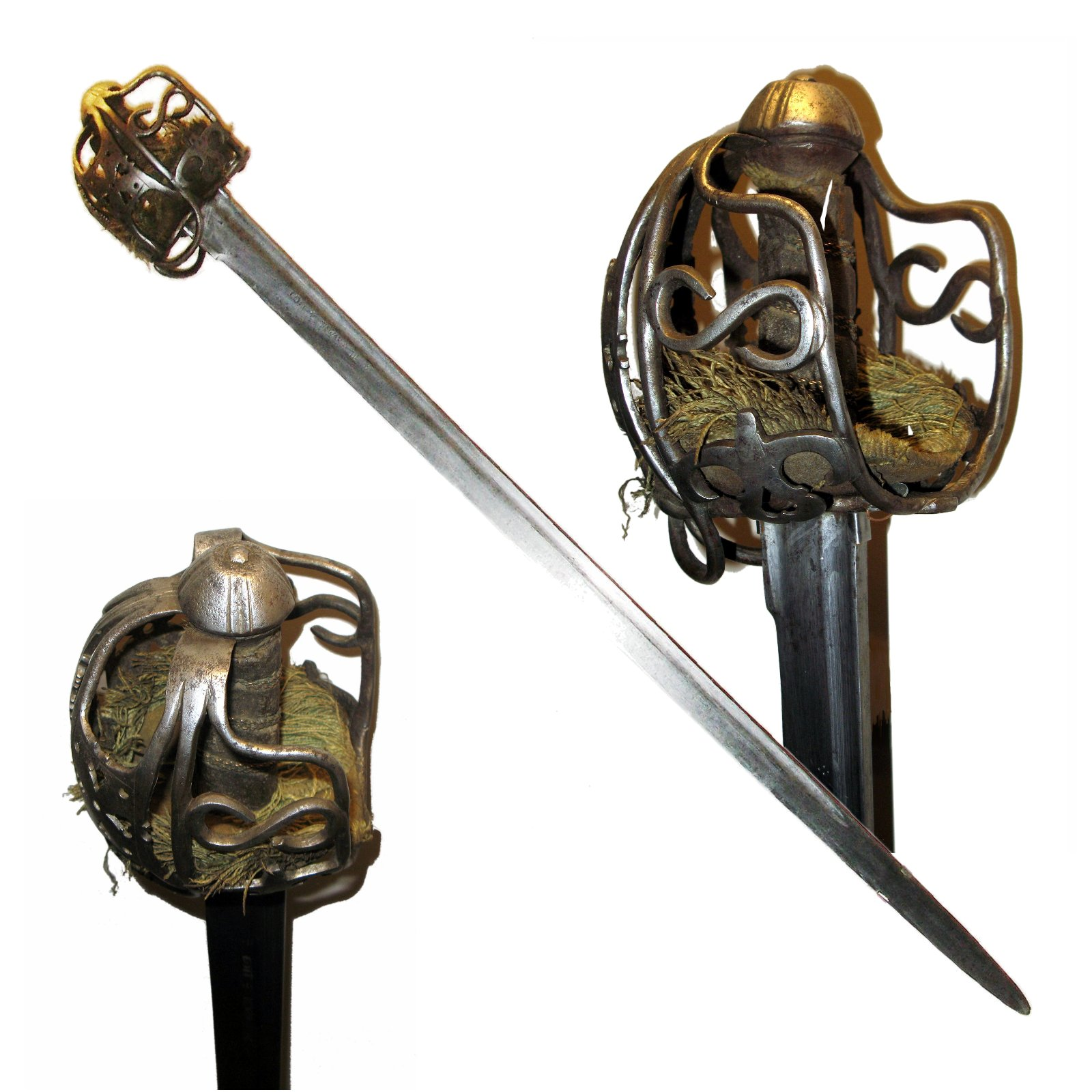
スコットランド形クレイモアのバスケット・ヒルト（basket hilt：籠鍔（かごつば）
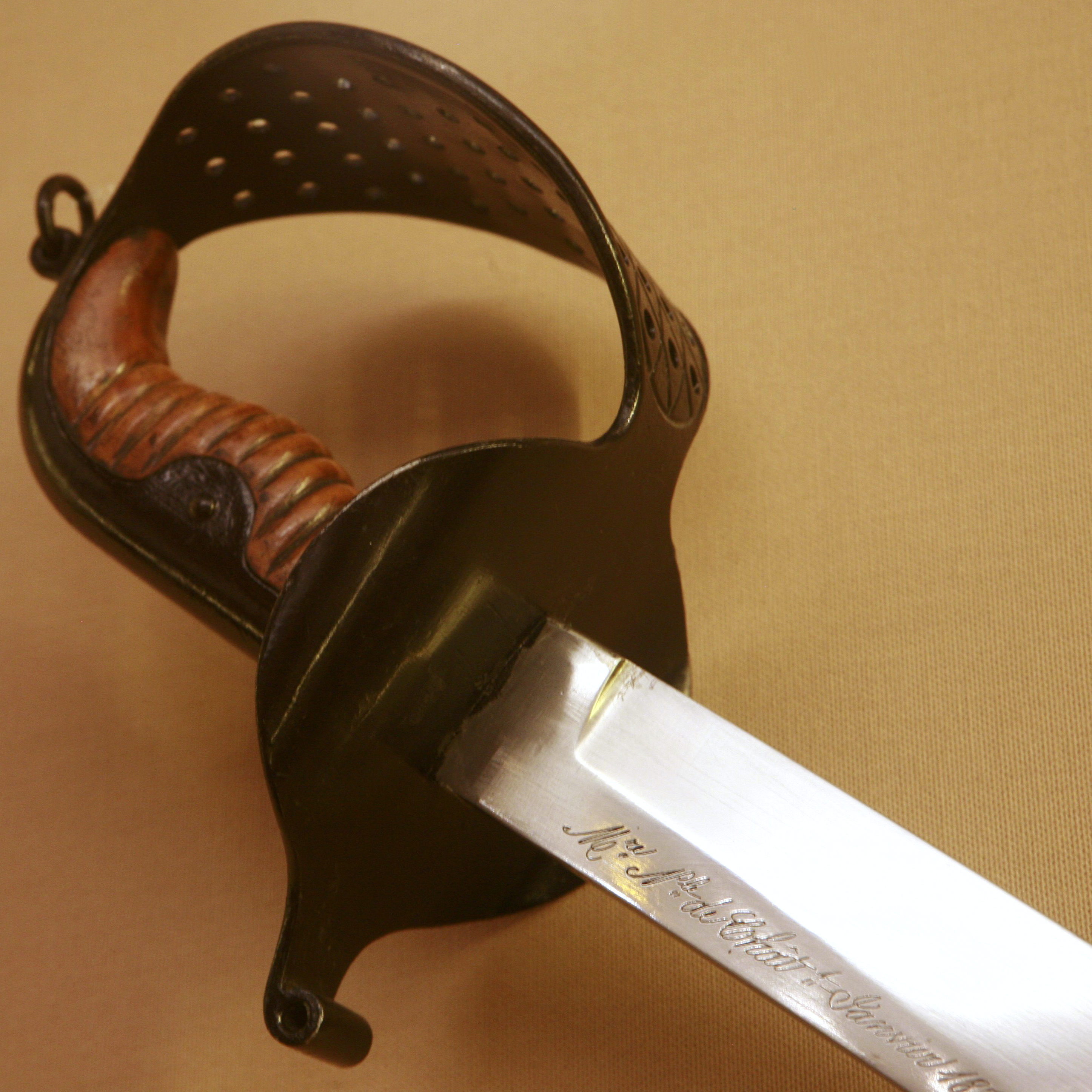
「護拳（ごけん：Guard）」と呼ばれる一体型の鍔を持つサーベルの柄